# Louis Thuillier

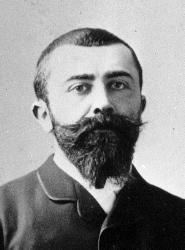
Louis Thuillier ca. 1880

Louis Thuillier (4 de maio de 1856 - 19 de setembro de 1883) foi um biólogo francês de Amiens. Estudou biologia e física em Amiens e Paris, e em 1880 foi trabalhar como assistente no laboratório de Louis Pasteur.

## Carreia
Com Pasteur e seus colegas, Thuillier foi fundamental no desenvolvimento de vacinas contra raiva, peste suína e antraz. Em 1882-83 Thuillier foi enviado por toda a Alemanha e Áustria-Hungria, realizando uma série de vacinações de ovelhas e bovinos contra o antraz. Nessas viagens, ele fez mais pesquisas sobre a doença e conduziu uma correspondência contínua de cartas com Pasteur. Essas cartas mencionam os sucessos e decepções que Thuillier teve com a vacina e foram traduzidas para o inglês como "Correspondência de Pasteur e Thuillier, sobre vacinas contra antraz e febre suína".
Em 1883 foi enviado em missão a Alexandria com Pierre Paul Émile Roux (1853-1933) e Edmond Nocard (1850-1903) para estudar uma epidemia de cólera. Thuillier contraiu a doença e morreu em 19 de setembro de 1883 aos 27 anos.